# L'invenzione della verità
L'invenzione della verità è un romanzo storico di Marta Morazzoni, pubblicato nel 1988. Il libro è stato vincitore del Premio Selezione Campiello nello stesso anno.
È stato tradotto in francese, inglese, tedesco e svedese.

## Struttura narrativa e contenuto
Il libro fonde due racconti, narrati a capitoli alterni: in quelli dispari si descrive la realizzazione dell'Arazzo di Bayeux, a cura di una non identificata regina normanna, che chiamò nella sua corte in Normandia le migliori ricamatrici del Nord della Francia, mentre in quelli pari si ripercorre idealmente una visita che John Ruskin compì nel 1879 ad Amiens e che rappresenta il suo ultimo viaggio nel Continente; tale soggiorno francese ispirò allo scrittore e critico d'arte il suo libro La Bibbia di Amiens.

## Edizioni
In lingua italiana:
- Marta Morazzoni, L'invenzione della verità, romanzo, Longanesi, Milano 1988,  ISBN 88-304-0815-8

In altre lingue:
- (DE)  Marta Morazzoni, Die Erfindung der Wahrheit,Roman, Aus dem Ital. von Hartmut Scheible, Piper, München-Zürich 1991.
- (EN)  Marta Morazzoni, The invention of truth, trad. M J Fitzgerald, Ecco Press, Hopewell, N.J. 1995
- (SV)  Marta Morazzoni, Att uppfinna sanningen, audiolibro; översättning av Ingrid Börge, TPB, Enskede 2004
- (FR)  Marta Morazzoni, L'invention de la vérité, roman, trad. Marguerite Pozzoli, serie: Lettres italiennes, Actes Sud, Arles 2009